# Васил Левски
Вижте пояснителната страница за други личности с името Левски.
Васил Иванов Кунчев, известен още като Васил Левски, е български революционер и национален герой. Той е идеолог и организатор на българската национална революция, основател на Вътрешната революционна организация (ВРО). Известен е и като Апостола на свободата, заради организирането и разработването на революционна мрежа за освобождаване на България от османско владичество. Пътува по страната и създава частни революционни комитети, които да подготвят обща революция. Неговата мечта е за чиста и свята република, в която всички да имат равни права, независимо от своята народност и вероизповедание.

## Биография

### Образование и младежки години
Според повечето източници Васил Иванов Кунчев е роден на 18 юли 1837 г. в Карлово. По-нови изследвания обаче сочат, че е роден на 18 юли 1840 г. Син е на Иван Кунчев Иванов и Гина Василева Караиванова. Родителите му имат пет деца – Христо, Васил, Петър, Яна и Марийка.
Дядото на Левски по бащина линия е син или племенник на Тудур Кръстилов, преписвач на „История славянобългарска“, който извежда родословието си от някой си Драгой, „спахия“ в Кочмаларе в началото на XVII век. Бащата на Левски Иван Кунчев (1808 – 1851) е родом от село Кочмаларе (днес Отец Паисиево), като малък се премества със семейството си във Войнягово, а по-късно се установява в Карлово. Той е буден и просветен среден занаятчия, занимаващ се с бояджийство и гайтанджийство. Запада материално, а по-късно е разорен поради злополучно поръчителство и нелоялност на неговия съдружник. Майка му Гина Василева Караиванова-Кунчева (вероятно 1810 – 1878) е преселничка заедно със семейството си от Сопот. Баща ѝ Васил е златар.
Васил Левски първоначално учи една година в килийното училище в Карлово (1845). Продължава учението си във взаимно училище в Карлово (1846 – 1849) и същевременно учи занаята кафтанджийство при Стоян Грамът. През 1851 г. след дълго боледуване умира баща му, както и по-малката му сестра Мария. Христо, Петър и Яна остават да се грижат за семейството. Васил е на 14 години и започва да учи абаджилък.
От 1852 г. е послушник при вуйчо си – архимандрит Василий, таксидиот на Хилендарския манастир в Карлово и Стара Загора, който обещава да изучи сестриника си. През 1852 – 1854 година живее в местния метох и обикаля с вуйчо си за събиране на таксите, учи църковно пеене при Райно Попович и богослужение, пее в местния църковен хор. През 1855 г., заедно с вуйчо си, напуска Карлово и отиват в Стара Загора. Там учи две години в класното училище (1855 – 1856), същевременно пее в църковния хор, ръководен от учителя Атанас Иванов. През 1856 – 1857 г., по настояване на вуйчо си, прекъсва обучението в класното училище и изкарва едногодишен курс за подготовка на свещеници в Пловдивското класно епархийско училище „Свети Свети Кирил и Методий“ (основано е от Найден Геров през 1850 година). От това време са неговите записки „В[ъ]ведение на обличителното богословие“, които днес са най-ранният запазен ръкопис от Левски.
През лятото на 1858 г. се завръща в Карлово заедно с вуйчо си, който му поставя условие да се покалугери, за да бъде изпратен в Русия да се учи. Според спомените на неговия братовчед Васил Караиванов нито Левски, нито вуйчо му са споменавали за обучение в Русия, а за първи път това се появява в книгата на Стоян Заимов. На 7 декември 1858 г. приема монашество и е ръкоположен за такъв с името Игнатий в Сопотския манастир „Свети Спас“ под мантията на йеромонах Кирил Рилски. През следващата 1859 г. пловдивският митрополит Паисий го ръкополага за йеродякон в църквата „Света Богородица“ в Карлово. Служи в църквата и при вуйчо си до края на 1861 година, когато взема решение да се посвети на революционната борба. По-късно в писмо до съратника си Данаил Хр. Попов той пише: „Да кажа за себе си: вие сте ме (мисля) познали твърде добре, че аз не съм от днес в работата си, а от 61-во [лето];“.

### Революционна дейност в Сърбия и Румъния (1862 – 1868)
На 3 март 1862 г. вечерта напуска Карлово с коня на вуйчо си и отпътува за Пловдив, за да се сдобие с тескере. През София и Ниш се отправя към Белград, където се установява в началото на април. В столицата на Сърбия се включва в Първата българска легия на Георги Раковски в Белград. Запознава се отблизо с бунтовните среди на българската емиграция – Христо Иванов-Големия, Иван Кършовски, Васил Друмев и др. Заради своята ловкост и храброст по време на сраженията с турския гарнизон в Белград от 3 – 5 юни 1862 г. при Варош капия, Сръбска круна и Байраклъ джамия. получава името Левски (според легендата е направил „лъвски“ скок по време на военни упражнения в Сърбия). На този етап изпитва силно влияние от Георги Раковски и възприема идеята за организиране на чети, чрез които да се вдигне народът на въстание. В края на юни 1862 се присъединява и заедно с група легисти, е изпратен в Крагуевац, под ръководството на дядо Ильо войвода. Вместо военно обучение те трябвало да косят трева за сръбската армия, което довежда до конфликт с войводата им. Разтурването на легията през септември 1862 го заварва в Крагуевац, където слугува у богат сърбин. Заедно с Христо Големия заминава за Белград, където до края на 1862 учи абаджийство, а в свободното си време посещава казармата за усвояване на военни знания. В края на 1862 заминава за Влашко, където пребивава в столицата Букурещ до пролетта на 1863 (Според Васил Караиванов Левски заминава за Букурещ едва в ранната пролет на 1863 и не след дълго се завръща в България.). През пролетта на 1863 се завръща в България и се установява като певец в църквата в Карлово. През лятото същата година е арестуван за три месеца в затвора в Пловдив (според някои източници – за участието му в легията, според друг – по оплакването на вуйчо му за кражбата на коня му). Според Васил Караиванов, и Левски, и вуйчо му, са арестувани в Пловдив, но само за месец. През зимата на 1863 и пролетта на 1864 г. живее в Пловдив и посещава за няколко месеца училището на Йоаким Груев.
На 19 април 1864 г., навръх Великден, в местността Алтънчаир край Карлово, в присъствието на приятелите си хаджи Георги Попхристов и Христо Пулев, сам отрязва дългите си монашески коси. От този момент е мирски дякон (служител, помощник) на свободата Васил Левски. Архимандрит Василий се опитва да възбуди църковно следствие срещу племенника си, а пловдивският митрополит го заплашва с наказание ако упорства в настояването си.
От април 1864 до 1866 г. е учител в село Войнягово, Карловско, от март до октомври 1866 – в добруджанското Еникьой. Бидейки по-близо до границата, се надява да се свърже с Георги Раковски и да се запознае с неговите по-нататъшни планове. Като учител развива революционна пропаганда сред народа и организира патриотични дружини за бъдещото въстание. Посещава Тулча с надеждата да се срещне със Стефан Караджа, но не го открива. Там се запознава с поп Харитон, който по това време е свещеник там.
През октомври 1866 г. заминава за Влашко – за кратко е в Галац и Яш. Движи се в средите на Хаджи Димитър и Стефан Караджа. През ноември 1866 отново се среща с Георги Раковски. В края на 1866 и началото на 1867 е учител в с. Конгаз в Северна Добруджа. През март 1867 заминава за Букурещ, за да се включи в подготовката на революционната акция, замислена от Георги Раковски. По негово предложение е определен и включен като знаменосец в четата на Панайот Хитов, която се подготвя за прехвърляне в България. Заедно с четата изживява всички трудности и разочарования по време на нейния 99-дневен поход в Балкана (28 април-4 август). Заедно с четата преминава в Сърбия и известно време остава в гр. Княжевац. През август и септември 1867 г., заедно с Панайот Хитов и Иван Кършовски, живее в Белград, където постъпва във Втората българска легия (1867 – 1868).
През февруари 1868 г. се разболява тежко (възпаление в коремната област налагащо операция която оставя дълго незаздравяваща рана), лежи във военна болница, където е опериран или в частна квартира според други източници. През април напуска Легията, която в края на месеца окончателно е разтурена от сръбското правителство. През май и юни 1868 годи а е в Турну Мъгуреле, където заедно с Васил Ганчев-Плевнелията се уговарят да организират малка чета и да минат в България. През юни се среща с Хаджи Димитър в Букурещ във връзка с подготвяната чета, но не одобрява организацията им и се връща в Сърбия – в град Зайчар. В края на юни и юли за кратко е в затвора в Зайчар. За този престой той пише в писмо до Данаил Хр. Попов през 1871 г.: „...и аз на 68-о [лето] бяха затворен в Зайчар в тъмницата, защото съм бил проповядвал на тамошните българи да умират за българщината си, че им е отечество.“ През това време преосмисля изминатия път. През август е в Букурещ, където също е арестуван за кратко от влашките власти, заради минаването в България на четата на Хаджи Димитър и Стефан Караджа, но е освободен по здравословни причини – незарасналата рана от операцията в Белград, излекувана по-късно от Неофит Калчев. По това време съмненията му в целесъобразността на четническата тактика се превръщат в убеждение, че трябва да се търси нов път за постигане на крайната цел. За пръв път изразява мнение, че трябва предварителна подготовка на народа за участие в освободителното дело. В писмо до Панайот Хитов загатва за своите изводи и намерения, като му съобщава, че е решил да извърши нещо голямо в полза на отечеството:
„Но пак Ви моля и познавам за най-искрен и пръв любимец български, да дойдете при мен или да Ви пиша какво аз мисля да правя и ще го направя, ако рече Бог с Ваше позволение, ако го намерите благосклонно. И ще Ви моля да ми позволите, за което ако спечеля, печеля за цял народ, ако изгубя - губя само мене си“.
В него се засилва недоверието спрямо Сърбия и убеждението, че българите трябва да разчитат преди всичко на себе си, а не на външни сили. Гибелта на четата на Хаджи Димитър и Стефан Караджа окончателно го убеждава, че предварителната подготовка е необходимо условие за победата на българската революция. До декември 1868 г. живее в Букурещ, където се свързва с Иван Касабов и дейците на „Българското общество“. Към това време се отнася запознаването му с Христо Ботев и техният съвместен живот в една изоставена вятърна мелница край Букурещ. Единственият източник за съвместния живот на Левски и Ботев е цитирано от Захари Стоянов в писмо на Ботев до Киро Тулешков, чийто оригинал липсва. Това, а и пълното отсъствие на името на Ботев в запазената кореспонденция на Левски, дават основание на някои историци като проф. Иван Стоянов да твърдят, че вероятно те не са се срещали.

### Създаване на Вътрешна революционна организация (1868 – 1872)
Със средствата, предоставени от Българското общество и читалище „Братска любов“ (структура на Млада България), Левски заминава на 7 декември 1868 година от Турну Мъгуреле с параход по Дунав, по суша и отново с параход по Черно море за Цариград. От Цариград на 11 декември 1868 година Левски започва първата си обиколка из българските земи, тогава все още в рамките на Османската империя, където се запознава с условията и възможностите за извършване на революционна дейност и подготовка на въстание. Обиколката има осведомителна и агитационна цел. В началото на януари през следващата 1869 година напуска столицата на Османската империя и се отправя към Тракия и Северна България. Преминава през Пловдив, Карлово, Сопот, Казанлък, Сливен, Велико Търново, Ловеч, Плевен и Никопол. Навсякъде разговаря със свои доверени хора и познати, за да ги спечели за делото. Обнадежден, че в непродължителен срок може да бъде обявено въстание, приключва своята обиколка и на 24 февруари се завръща в Турну Мъгуреле, откъдето е тръгнал.
До края на април пребивава в Букурещ, където се среща с Иван Касабов, и в Турну Мъгуреле, като подготвя новата си обиколка. През март-април се запознава с Анастас Попхинов, брат на Данаил Попов, когото привлича към делото. На 1 май 1869 г. започва втората си обиколка в българските земи с изходен пункт Никопол, като е снабден с революционна прокламация и пълномощно, получени от Иван Касабов. И двата документа, които удостоверяват, че Васил Левски не е случаен човек, а изразява мнението на българска политическа организация в Румъния, са подпечатани с печат „Привременното правителство на Балкана“.
По време на тази обиколка поставя началото на изграждането на Вътрешната революционна организация (ВРО). Основна нейна структурна единица е частният революционен комитет. Първият е основан в Плевен с препоръките и помощта на Данаил Попов. Следва изграждането на частни революционни комитети в Ловеч, Троян, Карлово, Калофер, Казанлък, Пловдив, Сопот, Чирпан и др. Втората обиколка го убеждава, че въстанието не може да бъде вдигнато толкова скоро, както мисли няколко месеца преди това. Съзира необходимостта от по-голяма подготовка на народа, осъществявана от революционни комитети, свързани организационно помежду си.
След завръщането си в румънската столица на 26 август 1869 г. се включва активно в живота на българската емиграция. В края на 1869 г., заедно с Любен Каравелов, участва в създаването на Българския революционен централен комитет (БРЦК). Стреми се да убеди емиграцията, че центърът на подготовката на предстоящото въстание трябва да се пренесе във вътрешността, че българите трябва да разчитат на своите собствени сили, а не на външна помощ, че трябва да се скъса решително с необмислените комбинации с балканските страни или Великите сили. Емигрантските дейци съзнават необходимостта от организиране на народа, но никой няма план кой и как да го направи. Те трудно се разделят и с традиционните си схващания за чужда помощ и за ръководене на революционното движение извън страната. В началото на 1870 г. пребивава в Турну Мъгуреле, а от март месец е в Букурещ. Там на 9 април умира по-малкият му брат Христо.
Разочарован от емиграцията, през май 1870 година се завръща в България и продължава изграждането на комитетската мрежа. Матей Преображенски съпровожда Васил Левски при обиколката му из Търновско, Пловдив, Стара Загора, Карлово и други градове и села в Южна България. Благодарение на дългите взаимоотношения на Отец Матей с местните хора, двамата успяват бързо да организират Частни революционни комитети на ВРО.
До края на 1871 година успява да създаде гъста мрежа от революционни комитети, обединени в цялостна организация. За столица на ВРО е обявен град Ловеч. Ловешкият частен революционен комитет е обявен централен под името „Привременно правителство в България I отд. на БРЦК“ или „БРЦК в Българско“. Създаването му е изключително важна стъпка в укрепването на вътрешната комитетска организация. С това осигурява организационно работата си по подготовката на въстанието в страната. Ловешкият комитет го подпомага в поддържането на връзките с емиграцията. Васил Левски го разглежда като върховно ръководство на революционното движение с общонационални функции. Селските и градските частни революционни комитети обединяват в себе си представители на всички социални групи на българското общество.
Васил Левски единствен от „четиримата големи“ на българската революция достига до прозрението, че в подготовката трябва да бъдат привлечени и чорбаджиите. Техните средства са особено нужни за материалната осигуреност на предстоящото въстание. Предвижда получаване на тези средства по доброволен начин, но за тези, които отказват да подкрепят народното дело, въвежда революционен терор. За тази цел през май 1871 г. съставя образец на циркулярно „заплашително“ писмо, чрез което да се събират средства, като се изясняват целите и задачите на борбата: „В Българско няма да има цар, а народно управление и всекиму своето. Всеки ще си служи по вярата, и законно ще се съди както българинът, така и турчинът, и евреинът, и др. Свобода и чиста Република.“.
Към края на 1871 г. ВРО е единствената реална сила, способна да постави на дневен ред българския национален въпрос. Комитетите започват активна работа за привличане на привърженици, за събиране на средства и закупуване на оръжие. Когато работата нараства, БРЦК изпраща през втората половина на 1871 година двама помощници на Левски – Димитър Общи и Ангел Кънчев. За жалост той работи с тях за кратко. На 5 март 1872 г. при проверка от турската полиция в Русе се самоубива Ангел Кънчев, а Димитър Общи все по-малко се съобразява с комитетската дисциплина и развива дейност, без да бъде съгласувана с Левски. Авантюризмът на Общи впоследствие води до провала на революционната организация и залавянето на Левски.
Приготвя устава на организацията, озаглавен „Нареда на работниците за освобождението на българския народ“ (септември 1871). Разработва го в духа на своите политически възгледи: освобождение на България от турците чрез повсеместна революция на народа и създаване на демократична република с гаранции за равенството на всички жители без значение техния етнос и религия.
„Подбуда. Тиранството, безчеловещината и самата държавна система на турското правителство на Балканския полуостров. Цел. С една обща ревулуция да се направи коренно преобразование на сегашната държавна деспотско-тиранска и да се замени с демократска република /Народно управление/ на същото това място, което ся нашите прадеди съ/с/ силата на оръжието и съ/с/ своята свята кръв откупили, в което днес безчеловечно беснеят турските касаджии и еничери, и в което владей правото на силата, да се подигни храм на истинната и правата свобода и турският чорбаджилък да даде място на съгласието, братството и съвършеното равенство, между всички народности, българи, турци, евреи и пр. щат бъдат равноправни в сяко отношение, било въ/в/ вяра, било в народност, било в гражданско отношение, било в каквото да било, всички щат спадат под един общ закон който по вишегласието на всичките народности ще се избере.“
След направените обиколки в страната през втората половина на 1871 г. се отказва от първоначалната си идея – общото събрание на вътрешните и външните комитети да бъде организирано в България и възприема мнението на БРЦК в Букурещ то да се свика там. В началото на април 1872 г., заедно с Марин Поплуканов, заминава за Влашко, където остава 80 дни. Инициатор и участник е на първото общо събрание на БРЦК в Букурещ (29 април – 4 май 1872). Левски участва и в петте заседания като представител на няколко революционни комитета от Южна България, имащ право на 3 гласа. Избран е в четиричленната комисия, заедно с Любен Каравелов, Киряк Цанков и Тодор Пеев, за съставяне на Програмата и преглеждане Устава на БРЦК. В края на юни 1872 г. напуска Букурещ и като пълномощник на БРЦК в Българско започва преустройство на Вътрешната революционна организация. В края на юли избистря концепцията си за реорганизиране на комитетската мрежа и пристъпва към създаване на окръжни комитети на ВРО. Приема предложенията на Любен Каравелов за съвместни действия със сърбите, но настоява да се спомогне за приемането на 150 – 200 души във войнишкото училище в Белград. Настоява да се преведат на български военни устави, книги по фортификации и тактика.

## Залавяне и смърт (1872 – 1873)

### Предшестващи събития
Няколко събития през втората половина на 1872 г. водят до залавянето и присъдата на Васил Левски – нарастващите противоречия с комитетските членове, убийството на ратая на ловешки чорбаджия, разривът с Димитър Общи, който на своя глава обира османската хазна в Арабаконак, и последвалите разкрития от османската полиция.

На 14 август 1872 г. Левски и Вутьо Ветов от с. Видраре отиват в къщата на ловешкия чорбаджия Денчо Халача, за да се сдобият с пари, но се натъкват на ратая му. В писмо до Любен Каравелов Левски описва какво се е случило: 
| „                                                                                                  | Така бях приготвен вътре, ако дойдеше той напред нямаше да има никакъв шум, а то дойде напред момчето. Посрещна го другарят ми. [Момчето] нададе вик: „Тичайте хора!“ ... Докато пристигнах, то все вика и се бори с другаря ми. Пристигнах. Ръгнах го с камата си на смърт, та дано сбъркаше народът посоката на гласа, който беше напълнил улицата. Не умря изведнъж, започна да вика повече, което не можеше да се скрие вече. Ръгнах го още веднъж, за да не се мъчи и да не може да каже какви са били [нападателите]. Жалко за невинното момче. Но ако не беше така. Беше оцапано на много страни!... Докато постигнем целта си, ще отидат и доста невинни хора. Като отворих портата, то свят беше като на панаир! С излизането ни изведнъж вдигам кървавия нож и с няколко турски думи се спущам върху народа. Отвориха ни път. И след нас ето ти и полицията. Изгледаха ни. Па това си беше. | “ |
| Страшимиров, Д. Т. Васил Левски. Живот, дела, извори. Том 1, С. „Изток-Запад“, 2014, с. 170 – 172. | |   |

 Този инцидент, за който Левски дълбоко съжалява до края на дните си, няма пряко отношение към залавянето му, но утежнява вината му при издаването на присъдата – макар съдът да го обвинява в непредумишлено убийство, за което се полагат 15 години затвор, при друго извършено престъпление присъдата е смъртна.

На 22 септември 1872 г. Димитър Общи и Тетевенският частен революционен комитет организират Арабаконашкия обир. Васил Левски възразява, но е подкрепен единствено от свещеноиконом Кръстю Никифоров. В последното си писмо от 12 декември 1872 година той пише на ловчанци:
| „                                                                                            | Се тогава, като го не видях на другия ден, та да му кажа да не ни бастисват засега и пощата, защото работата си докато наредим, па тогава да се види с какви хора трябва да се бастиса. Това казах на Стоян Пандур (войводата) да каже и на Д. Общи, но както за всичко и за това не е слушал. | “ |
| Страшимиров, Д. Т. Васил Левски. Живот, дела, извори. Том 1, С. „Изток-Запад“, 2014, с. 212. | |   |

Залавянето на участниците, включително и на Димитър Общи, нанася тежък удар на революционната организация. Османската полиция започва арести на комитетски дейци, които с признанията си насочват към Васил Левски. Секретарят на Тетевенския комитет даскал Иван Лилов Фурнаджиев, първи дава точно описание на Левски: 
| „ | Той е от Карлово. Променя всяка седмица името си. Със среден ръст е, светлокестеняви мустаци, червендалесто лице и когато приказва, единият му зъб се показва малко навън, повдига малко устната си, а очите му са големи и пъстри. | “ |
| Васил Левски и неговите сподвижници пред турския съд. Документи из турските архиви. С., 1987, с. 79. | |   |

 По показанията на комитетските дейци започват и арести на членове на Ловешкия частен революционен комитет – Анастас Попхинов, Марин Поплуканов, Димитър Пъшков, Величка Хашнова, която е арестувана за кратко според тогавашната практика в къщата на поп Кръстю Никифоров. Последователно са извикани на разпит и свещениците поп Лукан Лилов – погрешка, и поп Кръстю Никифоров.

### Конфликти в организацията
В писмо от ноември 1872 г. Левски получава нареждане от БРЦК и Любен Каравелов за вдигане на въстание: „Брате Василе! По-преди те подканихме на подвиг, но някак си опипом. Сега ти обаждаме, че обстоятелствата извикват без друго кураж от наша страна и повдигане на революция; причините, които и ти можеш да познаваш, не щем да ти ги разказваме. А обаждаме ти, че трябва да вървиш на бой, без да губиш ни минута. На всичките тамошни юнаци се писа и ще заминат на среща. И надяваме се на помощ от Сърбия и Черна гора.“ Той отказва да го изпълни, тъй като преценява правилно, че народът още не е готов за повдигане на въстание. Решава да прибере архивите на ВРО от Ловеч и да се прехвърли във Влашко. Знае за провала на обира в Арабаконак, но не знае, че турската полиция разполага с негова фотография и с точно описание на особените му белези, както и с информация, къде евентуално може да бъде открит.
Конфликтът на Левски с комитетите е в няколко посоки. От една страна, комитетите, където се разпорежда Димитър Общи – орханийски и тетевенски, се подчиняват на него, а не се съобразяват с нарежданията на Левски. Крайният резултат от това е обирът на хазната в Арабаконак. Левски е въвлечен в конфликт и с брата на Данаил Попов – плевенския куриер Анастас Попхинов, който обвинява Левски в авторитаризъм, лъжа и присвояване на средства. Той е и един от малцината, оставили писмени свидетелства за заплаха към Левски: „Но моля ти се, недей ми току стъпва по краката, че ще се изправя един пъти ще те клъцна в челото, и няма да забравиш завинаги.“ Поведението на ловешките дейци също притеснява Дякона – той узнава за подхвърлени писма от негово име в двора на Величка Хашнова и че председателят на комитета, който по това време е бил Марин Поплуканов, е използвал комитетски пари за свои цели. На 12 декември 1872 Левски пише на ловешкия комитет последното си писмо: „По тия писма се страхувам да дойда в града ви. В тях тълкувам истинно предателство и[ли] предателство без да иска – от страх... Затова колкото писма, пари, вестници и всички, каквито има оставени при вас и в председателя тайни работи да се пренесат у Николчо, че или аз ще премина да ги взема, или друг ще пратя да ги отнесе... У председателя има принесени от други комитети пари, попреди ги исках, а той ми писа, че ги употребил за ден-два в своя работа. Той не е ли чел устава! На комитетска пара не се знае и минутата кога ще се поиска. Сега, както казах: пари, писма и пр. да се занесат у Николчови.“

### Залавяне
На 24 декември Левски, преоблечен, като турчин, пристига в Ловеч, където отсяда в домовете на Никола Сирков и Величка Хашнова. След като взема архива, който зашива в самара на коня, на 26 декември, придружаван от Никола Цвятков, потегля към Велико Търново. По пътя извън Ловеч злощастно са срещнати от турски конен патрул. Старшият – помакът Али чауш, не остава задоволен от отговора на Левски, че е ловчанец, тръгнал към лозето си, за да види колко коли тор трябва да се изсипят, но предпочита да не рискува в схватка и ги оставя да продължат пътя. Долага обаче веднага в Ловеч за срещата и оттам е организирана хайка за залавянето на подозрителните лица. Според други предположения не заптието долага за съмнителното лице, а предател от хана в Къкрина известява за съмнителен гостенин.
На 27 декември 1872 г. е заловен от турските заптиета в Къкринското ханче. Общо 15 заптиета, начело със старшия им – Юсеин Бошнак чауш, обграждат рано сутринта ханчето, което е държано под наем от Христо Цонев – Латинеца. Николчо разпознава гласа на заптието, което ги е срещнало през деня. Затова Левски, въпреки че има тескере на името на ловчанеца Малък Добри Койнов, преценява, че само ще навреди на невинен човек и се опитва да излезе незабелязано през вратника на яхъра, но там също има засада. При бягството вероятно се закача на вратницата и заптиетата успяват да го повалят на земята. Левски стреля с револвера си и наранява в ръката Юсеин Бошнак чауш, но сам е улучен от куршум, който го засяга зад лявото му ухо, което е и наполовина отсечено от удар с нож при борбата. Притеклите се на помощ заптиета успяват да го уловят и вържат.
Васил Левски дава обяснение за залавянето в Къкринското ханче пред Софийската извънредна следствена комисия на 9 януари 1873 г.:
Въпрос: Кои са другарите ти, които бяха заловени заедно с тебе, и как ви заловиха ?
Отговор: „От моите двама другари, именуваният Христо държеше преди край Ловеч кръчма. Мене той ме познаваше като търновец. По едно време Христо остави кръчмата, отдавна не бях го виждал. Тоя път аз отивах от Ловеч за Търново; из пътя Никола от Ловеч, когото тоя път видях, ми каза: „Аз ще остана в село Какрина, ако искаш остани и ти!“ Той ме заведе в кръчмата на Христа от Ловеч, когото не бях виждал отдавна. Нея вечер ние останахме там. Към десет часа сутринта, когато излязох навън, аз видях пред вратата един въоръжен с пушка. Попитах го кой е той, той ме улови за ръката. У мене имаше два револвера, извадих ги и раних в ръката човека, който ме хвана; после започнах да бягам, обаче държащият ме не ме пусна. Пристигнаха другарите му, удариха ме по главата [и] аз паднах там. Заловиха ме и ме изпратиха в Ловеч, оттам в Търново и оттам тука. Когато ме заловиха, Христо ханджията не беше там. Бяха се загубили добичетата му, [та] отишъл да ги търси. Заловили го после в дома му.“
- Васил Левски и неговите сподвижници пред турския съд. Документи из турските архиви. Под редакцията на проф. Александър Бурмов. София, 1952, (Фототипно издание 1987), с. 186 – 210, 255 – 261.
При ареста, архивът остава незабелязан от полицията. Комитетски книжа са запазени от Никола Сирков (Халача). След Освобождението от османско владичество Никола Цвятков и Мария Сиркова предават част от него на Захари Стоянов, а друга – в Музея на Ловешкото читалище „Наука“. При копане на основи за къща на улица „Марин Поплуканов“ № 17 срещу сградата на Музей Васил Левски (Ловеч) са открити 1364 златни монети (1973). Предполага се, че са същите комитетски пари от Арабаконашкия обир, които са съхранени и са стояли непипнати почти 100 години. Тази версия, лансирана от медиите, е малко вероятна – от обира до Ловчанския комитет достигат само 3000 гроша, и то в дребни пари – злато почти не е имало в колата. Но не е изключено това да са комитетски пари, доколкото събираните средства са обръщани в злато за по-лесно съхранение и пренос.

### Противоречия относно причините
Васил Левски не е предаден от един човек, а е жертва на дълга верига от полицейски разкрития. Предполага се, че причината за неговото конкретно залавяне е предателство от съмишленик. Десетилетия след Освобождението се спори за името на предполагаемия предател – свещеноиконом Кръстю Никифоров (съучредител на комитета в Ловеч) или Марин Поплуканов (председателя на комитета). През 1925 г. историкът Димитър Страшимиров публикува обширен труд, в който представя доказателства, че именно свещеноиконом Кръстю Никифоров става доносник на турските власти и дава сведения за местоположението на Васил Левски. Според други проучвания конкретно предателство няма. Тази теза застъпва и Димитър Панчовски в своите изследвания, където доказва, че вината на поп Кръстьо е вменена от неговия съслуживш – поп Лукан и фамилията му. След освобождението и Марин Поплуканов и Димитър Пъшков са сериозни политически фактори в града и имат възможност да въздействат и върху другите оцелели поборници да свидетелстват против поп Кръстю, който е и техен политически противник. Ловешката полиция не знае кой е заловеният и с усилен конвой е откаран в Търново. Тук е установена неговата самоличност. При прехвърлянето му от Търново в София, се надява, че ще бъде освободен от съмишленици.

### Следствие и съд
Предаден е на Софийската извънредна следствена комисия. Изгражда защитата си на основите на правата на християните според Хатихумаюна, за да не издаде някого и организацията. Подчертава няколко пъти, че е търсил законни пътища за изменение на живота в Империята. Разграничава се от дейността на Димитър Общи, за да избегне криминални обвинения. Очаквало се Високата порта да освободи всички освен обирачите на пощата, защото политически процес не е в интерес на Османската империя и вреди на авторитета ѝ пред Европа.
Съставът на комисията според протоколите от нейната работа е: генерал Али Саиб паша Гюрчю – председател на Държавния съвет, майор Шакир Мехмед Салим, Махмуд Мазхари, Саадулах Сърръ, Иванчо Хаджипенчович, Пешо Тодоров, хаджи Мано Стоянов и Мито Каймакчиев. В инструкциите към съдиите е записано да се накажат строго само ръководителите. Обвиненията към Левски са по чл. 55 ал. 1 – „Който подбужда посредствено или непосредствено поданиците на Османската империя да се въоръжават срещу имперското правителство, се наказва със смърт, ако е последвало въстание или е имало начало на изпълнение“; чл. 56 – „Който подбужда поданиците на Османската империя да се въоръжават един срещу друг или да вършат опустошения, кланета или грабежи в една или повече местности, се наказва със смърт, ако такива, са последвали или е имало начало на изпълнение.“; чл. 66 – „Който по площади, тържища и други публични места чрез речи, разпространение на ръкописни и печатни листа или по друг начин подбужда гражданите и жителите на империята да извършват престъпленията по настоящата глава, ще се наказва както извършителите на тези деяния.“; чл. 174, ал. 2 – „Който извърши убийство без предумисъл, се наказва с принудителна работа за 15 години. Престъплението се наказва със смърт, когато е било предшествувано, придружено или последвано от друго престъпление, или когато е било средство, за да се извърши друго престъпление“. От имперския Наказателен закон.
Съдът не издава една обща присъда, а в нарушение на установените процедури издава присъдите в течение на отделните заседания. Издадени са общо 15 присъди, от които две смъртни – на Димитър Общи (неговата е и първата издадена присъда) и на Васил Левски. Шестдесет от подсъдимите са осъдени на затвор и заточение. За да не се навреди на турската дипломация, не са извършвани по-мащабни разследвания и гонения. Присъдата на Левски – смърт чрез обесване, е последната присъда – под № 15, издадена на 14 януари 1873 г. и потвърдена по целесъобразност от султан Абдул Азис на 21 януари 1873 г. Процесът завършва като комисията иззема функциите на съд, което е недопустимо по законите на самата империя.

### Смърт
На 6/18 февруари 1873 г. присъдата е изпълнена в околностите на София. Мястото на обесването на Васил Левски се намира в центъра на днешна София, близо до мястото, където е издигнат негов паметник.
В последните си мигове се изповядва пред архиерейския наместник на София – отец Тодор Митов от Пирдоп. В изповедта си казва:
| „ | Каквото съм правил, в полза народу е | “ |

и помолил прошка от него и от Бога, а в молитвите си да бъде споменаван като йеродякон Игнатий, а също и българският народ.
Свещеникът поп Христо Стоилов разказва за последните мигове на апостола:
| „ | Дяконът се държа юнашки. Каза, че наистина той е първият, но че след него са хиляди. Палачът му наметна въжето и ритна столчето. Аз се просълзих и се обърнах към „Света София“, за да не видят турците, че плача, и си тръгнах. | “ |

Михаил К. Буботинов също дава описание:
| „ | На 1873 лето, 6 февруарий, вторник, пазарен ден в София – 2 часа преди зори, в двора на пашовия конак – на мястото на днешния княжески дворец, стана необикновено разшавание на пашовските сеймени. По заповед на Мазхар паша, тогава Средецкий губернатор, се изпрати един мулезимин да обади на иконом поп Тодор Митов, да се приготви... Иконом поп Тодор се приготви за половин час... И ето, че се зададе губернатора на каляска със свитата си, състоящата се от десетина души. Веднага след тях биде приведен на средата на мегдана, току-що извадений из тъмницата Васил Левски, конвоиран от един взвод заптии и 4 взвода аскер, облечен в костюма си, както е бил хванат от властите при ханчето, с тежки окови на нозете, но без присъдний иллям на гърдите. Мазхар паша, обърнат към свещеника, заповяда му да се приближи при Левски и свободно да извърши верозаконните потреби. Щом се приближи свещеника при Левски, пашата се оттегли на 7 – 8 разкрача и същевременно даде знак да направят същото и хората от свитата му. ... | “ |

Що за себе е изповядал в случая Левски, не е могло да бъде предадено от свещеника-изповедник. Обаче в общи думи: отец Тодор ми е приказвал, че Левски стоял бодър и в присъствие духа казал:
| „ | „В младините си бях иеродякон Игнатий, напуснах службата в съзнание, че бях повикан да изпълнявам друга, по-належаща, по-висока и по-свещена служба към поробеното отечество, която ... дано!“ | “ |

Тук Васил Левски се просълзил и помолил свещеника да се помоли Богу за йеродякон Игнатий.
Няма преки свидетелства за погребението на Васил Левски след обесването му, а мястото на неговия гроб е предмет на различни хипотези и спорове.

## Имена, псевдоними и прозвища
В историческите извори Васил Левски се среща под различни имена и прозвища, революционни псевдоними, с които подписва писмата си, фалшиви имена за тескерета и документи, които е ползвал.
След смъртта му, през 80-те и особено 90-те години на 19 век, в широка употреба влиза Апостола на свободата или само Апостола, за което особена заслуга има Иван Вазов.
| Имена и прозвища | Васил Иванов, Васил Дякон-Левски, Васил Иванов Кунчев, Васил И. Лъвский, Васил Лъвский (В. Лъвский), Васил Левски (В. Левски), Васил Гинин, Дяконът, Дякончето, Дякон Игнатий (Игнатие), Дякон Игнатий-Левский, Дякон Васил Левски, Дякона Левски, Левский; Апостола на свободата, Апостола, Джингиби. |
| Фалшиви и чужди имена, използвани в паспорти, тескерета и адреси                                                                        | Дидьо Пеев, Добри Койнов, Иван Фетваджиев, Нико Жеков, Петко, Петър г. Пенев, Първан Найденов [?], Руси Веледи Рачов (Руси, син на Рачо), Стан Станчулеску, Стойчо Бешикташът. |
| Революционни псевдоними, с които подписва писма и други документи                                                                       | Ас. Дер. Кър[д]ж[алъ], Аслан (Арслан) Дервишоглу (Дервишооглу, Дервишоолу). Аслан Дервишоолу (Дервишоглу) Кърджала (Кърджал, Карджалъ), Аслан Димитроолу Ованес Ефенди, Аслан (Арслан) Ефенди, Асланоолу (Асланоглу) Видинли, Афъз ага (Афъзаа), Афъз Ефенди, Бай Вълчо Драгньов (Драгнюв), Бай Драгню (Драгньо), Бай Филип, В. Лъ-кий (Лъ-кий), В. Л., Вълчо Драгнюв (Драгньов), Дервиш Мехмед (Меемет) Кърджалъ, Дервишоглу Аслан, Дервишоглу Аслан Ефенди, Димитроолу (Димитроглу) Ованес Ефенди; Драган Мирчов, Драгой Стойчев, Драгойчо, Драгойчо Иванов, Драгню, Драгню Костов, Драгомирчо Иванов, Ефенди Аслан Дервишоглу (Дервишоолу), Ибриямаа (Ибриямага) Анадоллу, Кърджалията, Кърджалъ Мустафа Дервишоглу, Мамудая (Мамудаа) Едирнели, Никола Раанелов [?], К. Ив. Марков, К. Н. Марков, Неболлу Чизмели Кърмъзъ, Тропчу, Хаджи Ахмед (Амет) Съръ Азис Рушидоглу, Хаджи Ахмед Саръ Чизмели Кармъзъ, Хаджи Асанаа (Асанага), Стан Станчулеско, Кешиш Първан, Филип. |
| Легенда: Имената, прозвищата и псевдонимите в курсив са основните, които Левски е използвал, според неоспоримите исторически източници. | |

## Памет
В съвременна България личността на Васил Левски се възприема от сънародниците му като най-ярката и най-откроена сред българските революционери. За българите е национален герой и национален идеолог за „чиста и свята република“.
Известни са 150 паметника на Апостола, от които 131 са в България и 19 в чужбина. Функционират три музея, посветени специално на Васил Левски. Това са Музей „Васил Левски“ (Ловеч), Къкринско ханче и Национален музей „Васил Левски“ (Карлово). Като музейна сбирка е оформена и килията, в която често е отсядал в Троянския манастир.
Във Великотърновския исторически музей също има вещи, принадлежали на Левски, както и печат на БРЦК.
Почти всяко по-голямо селище в страната има улица, площад или училище, носещи името на Апостола.
Днес портрет на Васил Левски е поставен в кабинетите на Президента на Република България, Министър-председателя на Република България, министрите, областните управители, кметове на населени места и на много други политици. Образът на Васил Левски нееднократно е експониран на българските регулярни и юбилейни банкноти и монети.
Избран е през 2007 г. за „най-великия българин“ на всички времена в първото издание на едноименното телевизионно шоу, проведено от Националната телевизия. За него са гласували почти 59 000 зрители. Със събраните средства от гласуването ще бъде издигнат негов паметник.[ неясно? ]
Името на Васил Левски носят един град, шест села, една община, квартали в Балчик, Варна, София и др., значителен брой булеварди (един от тях е столичния булевард „Васил Левски“), площади и улици (сред тях улица „Дякон Игнатий“ в София), училища (едни от тях са българските училища „Васил Левски“ във Валенсия, Палма де Майорка, Кишинев, Лас Вегас, Лондон, Париж и Сан Диего), читалища, предприятия, спортни клубове, Националната спортна академия и Националният стадион в София, Националният военен университет във Велико Търново, Връх Левски в Стара планина и Връх Левски на остров Ливингстън.
През 2009 г. открит от български астрономи астероид е наречен 204831 Левски.

## Галерия
- Камата на Левски в Музея в Ловеч
- Паметник на Васил Левски в Карлово
- Паметник на Левски в Карлово
- Барелеф на Васил Левски в Париж
- Паметник на Васил Левски в Ловеч
- Паметник на Васил Левски в Цариброд
- Паметник на Гина Кунчева – майката на Васил Левски в Карлово
- Паметникът в Разград, разположен в двора на едноименното училище

## Почит
При почитане на паметта има разминаване между датата на неговата гибел – 18 февруари (нов стил), която се отбелязва в редица градове, включително и в родния му град Карлово, и почитането в по-голямата част от страната – 19 февруари (нов стил). При въвеждането на Григорианския календар в България през 1916 г. годишнината от гибелта на Васил Левски се отнася за събития, случили се преди 1 март 1900 г. В този случай необходимата поправка за привеждане на датата 6 февруари (стар стил) по новия григориански стил е от 12 дни, следователно е 18 февруари.
„Почитта на Васил Левски към неговата кончина се дава не когато трябва. Тук става дума за една досадна грешка, която, преповтаряйки всяка година, показваме много лош пример на децата си, а да не говоря, че е нихилизъм“. казва през 2012 г. историкът от Великотърновския университет Петко Петков. Статии в Уикипедия на български език използват вярната дата и обяснение от 2004 г. и 2005 г.
В наши дни отдаването на почит и възпоменателните церемонии в чест на Васил Левски се извършват ежегодно в два последователни дни – на 18 и 19 февруари.